# 刺细胞

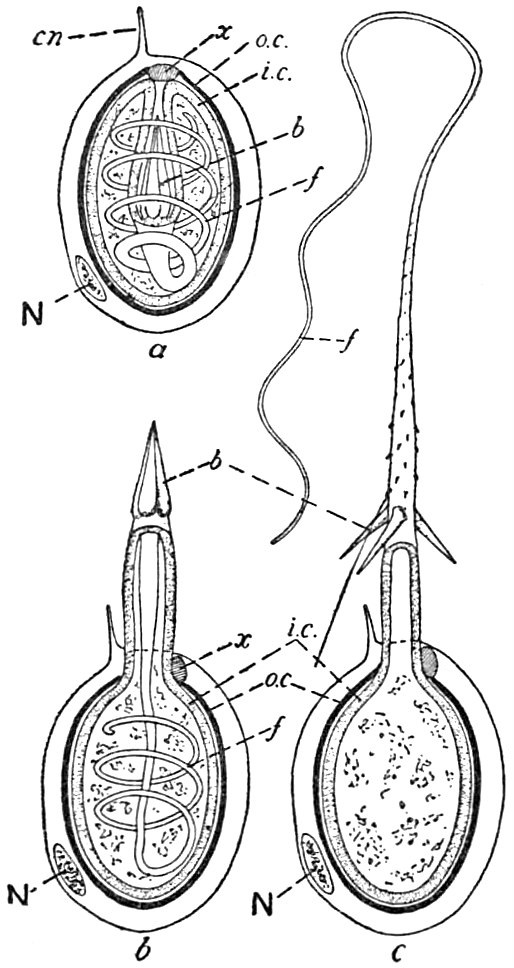
刺细胞的三种状态

刺细胞（英語：Cnidocyte，也称为刺丝胞）是刺胞動物門（Cnidaria）的動物（如水母、水螅、珊瑚、海葵等）中的一种特殊细胞，用于捕获猎物和防御捕食者。刺细胞是一种上皮肌肉细胞，核位于基部，细胞顶端具一个刺针，伸出体表，其结构相似于鞭毛；刺的基部也有基粒。